# سوزان أبو الهوى
سوزان أبو الهوى (بالإنجليزية: Susan Abulhawa)‏ (ولدت 3 يونيو 1970)، هي كاتبة فلسطينية أمريكية وناشطة في حقوق الإنسان. ومؤلفة الرواية الأكثر مبيعا لعام 2010 بينما ينام العالم، ومؤسسة المنظمة غير الحكومية ملاعب من أجل فلسطين. وهي تعيش في ياردلي،بنسلفانيا.روايتها الثانية،الأزرق بين السماء والماء، والتي ترجمت لأكثر من 19 لغة. قد نشرت في المملكة المتحدة في 4 يونيو 2015، وفي الولايات المتحدة في 1 سبتمبر 2015.

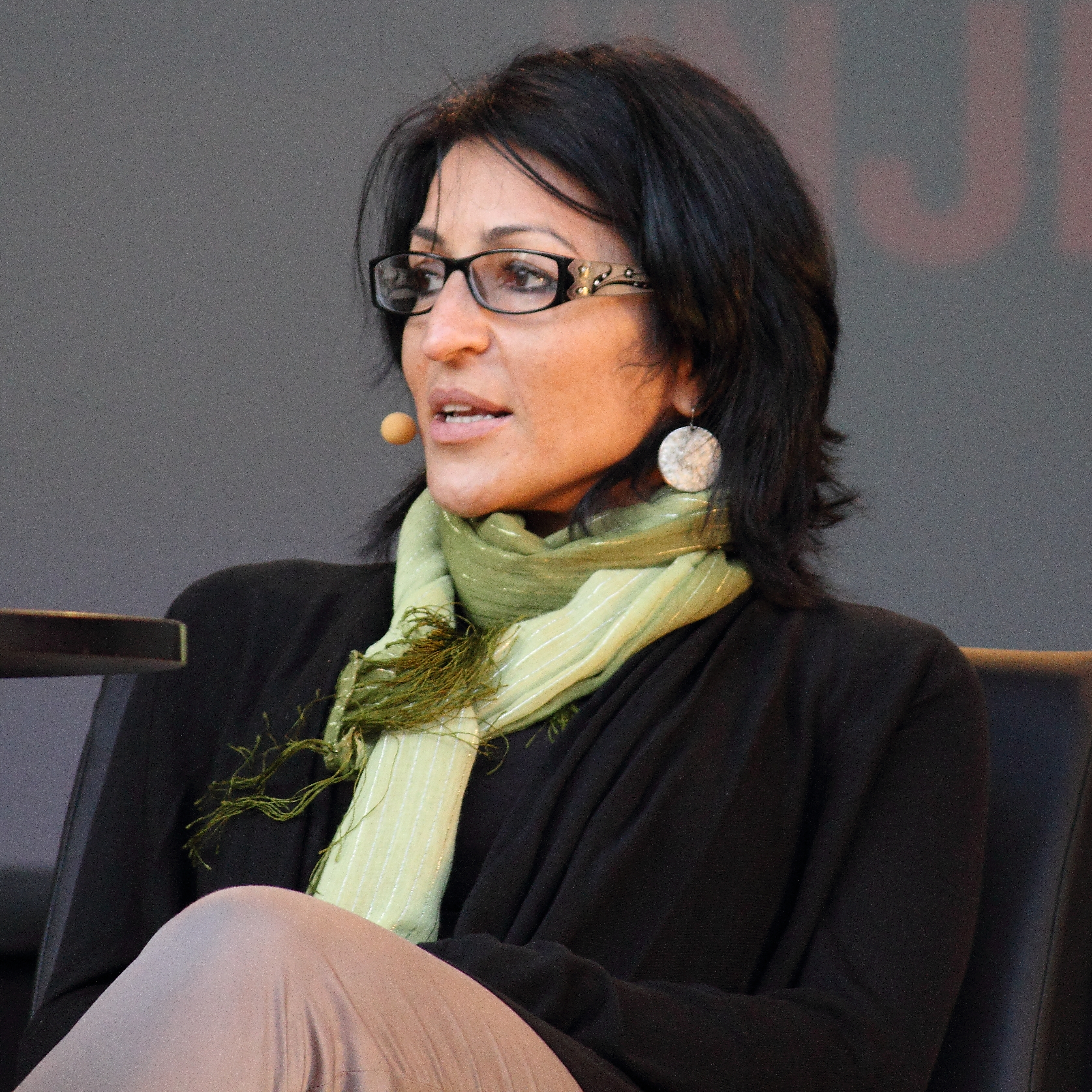
سوزان أبو الهوى 2010

## حياتها المبكرة والتعليم
ولد أبواها في مدينة الطور في القدس، وكانوا من النازحين في حرب 1967. حيث قال والدها أنه تم طردهم تحت تهديد السلاح. وكانت والدتها في ذلك الوقت تدرس في ألمانيا وبذا لم تستطع العودة، بعد ذلك تم لم شملهم في الأردن قبل الذهاب إلى الكويت حيث ولدت سوزان عام 1970. بعد تفكك العائلة بسبب الحرب أرسلت إلى عمها في الولايات المتحدة فبقيت عنده حتى سن الخامسة من عمرها. وبعد ذلك انتقلت إلى العديد من أفراد العائلة في الأردن والكويت. وعند سن العاشرة تم نقلها إلى القدس ولكن انتهى بها المطاف هناك في دار الأيتام. وفي سن الثالثة عشر أرسلت إلى ولاية نورث كارولينا كطفل متبنى. فعاشت في الولايات المتحدة منذ ذلك الوقت. وقد تخصصت في علم الأحياء في الكلية وأكملت درجة الماجستير في علم الأعصاب.
ثم انتقلت لاحقا إلى الصحافة والخيال حيث ساهمت في بعض المختارات التي تم نشرها في الصحف الرئيسية والثانوية الأمريكية والدولية. وكتبت أول رواياتها بينما ينام العالم  والتي حققت مبيعات كثيرة دولياً وتم نشرها بحوالي 26 لغة على الأقل. وفي 2013 نشرت بعض الكتابات الشعرية بعنوان «سعى لي صوت الريح» وقد أعلنت أنها أكملتها وباعت روايتها الثانية.
أسست ملاعب من أجل فلسطين  وهي منظمة غير حكومية تدافع عن الأطفال الفلسطينيين من خلال بناء مخيمات لهم في فلسطين وفي معسكرات الأمم المتحدة في لبنان. وقد أنشئت أول أرض لهم في بداية عام 2002.

## أنشطتها
عام 2000، سافرت إلى فلسطين واستمعت إلى دوي طفولتها في سفح جبل الزيتون وهناك قد حققت غرضها أخيراً. فقد عاشت حياتها في مسار يتعذر تحديده. وقالت إنها أحد الأنشطة السياسية في مواجهه المستوطنات الإسرائيلية على الأراضي الفلسطينية، حيث قالت أن زيارتها إلى فلسطين تعتبر صحوه فعندما سمعت الأذان هناك لأول مرة أدركت كم افتقدت ذلك وأخذت في البكاء.

### ملاعب من أجل فلسطين
تم تاسيسها في 2001 وقالت أبو الهوى انه مشروع صغير جمعنا من اجله المال من الولايات المتحدة والعالم اجمع من أجل بناء ملاعب للأطفال للفلسطينيين على اراضى فلسطين ومخيمات لللاجئين وقالت في وصف لذلك ان للأطفال الحق في اللعب وتوفير مساحات ابداعية لهم ولجميع اللاجئين الفلسطينيين. يتم شراء معدات الملاعب من الخارج ثم يتم شحنها وجمعها محليا وعاده ما يكون في اراضى متبرعين. وهذه الملاعب أصبحت تحت اشراف المنظمات غير الحكومية أو المحلية أو البلديات.
وفى عام 2015 قد تم إنشاء اثنين أو أكثر في فلسطين بالإضافة إلى واحد في مخيمات لبنان واخر في سوريا. وتساهم في تدريب شباب من قطاع غزة للكتابة عن قصصهم بالحياة عبر مشروع "لسنا أرقاماً" بالتعاون مع المرصد الأورومتوسطي.

### حركة المقاطعة وسحب الاستثمارات وفرض العقوبات
أقامت سوزان حملة مقاطعه لإسرائيل بما في ذلك المقاطعة الثقافية، وقد أعلنت ذلك في الحرم الجامعي في جامعه ولاية بنسلفانيا.
وترى أن هذه الحركة هي إحدى أكثر الطرق فعالية لتعزيز الحقوق الفلسطينية وتحقيق العدالة ضد الاضطهاد الإسرائيلي المتواصل، حيث قالت في مقابله لها إنه حتى الآن فإن معظم المقاومة الفلسطينية إما تكون عن طريق السلاح أو بطرق غير عنيفة وإسرائيل مريحة في التعامل مع ذلك لإنه من ضمن اختصاصها، ولكنها في بعض الأحيان تكون سعيدة بالطرق العنيفة لأنها تعزز صورة المشروع في كره الفلسطينيين للاحتلال. وتعتبر سوزان بأنه لمن الخطأ الحديث عن الصراع بين الفلسطينيين وإسرائيل، لأن الصراع يقع بين طرفين عادةً ما يكونا متكافئين ويختلفان حول شيء ما. الاستعمار والنزعة الاستعمارية والنيوليبرالية ليست صراعات، بل أنواع من القمع والتطهير العرقي والمحو والأبارتهايد.

### بينما ينام العالم
في الوقت الذي عملت فيه سوزان في شركة أدوية قامت بزياره لجنين (مدينة)| كمراقب دولي بعد إعقاب الهجوم الإسرائيلي عام 2002 وقالت أنه عندما تكبر كفلسطيني يعرف المجازر التي تحدث والحروب مختلف تماماً عندما تكون هناك بالفعل.
وقالت «إن ما رأيته في جنين هو صدفة بكل المقاييس وعندما رأيت الكثير من الناس اللاجئين وكيف يتقاسمون القليل مما لديهم فكان يجب أن أكتب قصتهم» ذلك أنها تعرف أن لا أحد سوف يقوم بذلك. وبعد عودتها إلى الولايات المتحدة واجهت مشاكل مع زملائها في شركه الأدوية ومع سفرها المتواصل إلى جنين فقد كانت حياتها جزئين، وبعد عده أشهر تركت عملها من أجل جنين ووجدت أن هذا أفضل شيء حدث لها.
وكانت النتيجة هي رواية بينما ينام العالم والتي نشرت في عام 2010 وقد وصفتها بأنها قصة مؤثره على إثر اختفاء أربعة أجيال من عائلة أبو الهيجاء الذين عانوا خسارة بعد خسارة، أولاً اختطاف ابنهم إسماعيل على أيدى الإسرائيليين عام 1948 وبعد ذلك الطرد العنيف لهم من قريتهم بالقرب من جنين، فالرواية تتبع الأسرة في الأهوال التي حدثت لهم عام 1967، والحصار المفروض على لبنان ومجازر جنين وصبرا وشاتيلا وما يحدث للفلسطينيين من خراب على لسان بطلة الكتاب أمال شقيقة إسماعيل الذي تم وصفه باسم ديفيد المكروه عربياً.
الرواية نشرتها دار بلومزبري وقد ترجمتها إلى اللغه العربية مؤسسة بلومزبرى قطر للنشر وبعد ذلك ترجمت إلى لغتين أو أكثر حتى أصبحت إحدى أكثر الروايات مبيعاً في العالم.
الكاتب والفيلسوف الفرنسي برنار هنرى ليفي  قال أن رواية الصباح في جنين هي تركيز من فكرة عداء إسرائيل واليهود. وردت أبو الهوى بأن ليفى هو نجم لموسيقى البوب الفرنسية واتهمته بأنه يدافع عن من ينكر المشوِّهين لصوره إسرائيل وأن الحقيقة أنه مساند لإسرائيل التي تأسست على أراضي مزارع أجدادنا.
وقد اشترت شركه إنتاج في دبي حقوق إنتاج فيلم الصباح في جنين وكانت قد اعتزمت بداية إنتاجه في أواخر 2013، وقالت آنا سولير-بونت، رئيس وكالة بونتاس، التي باعت حقوق الفيلم «ان هذا سيكون مشروعا خاصا لانه لا توجد أي أفلام ملحمية في فلسطين بعد».

### كتابات أخرى
في مقال أبريل 2012، اشتكت أبو الهوى أنه «بغض النظر عن العظمة التي قد حققتها في حياتك أو الهدايا التي أعطيته لبقية البشر، إذا كنت تنتقد إسرائيل، يجب أن تتوقع أن تصبح شخصا غير مرغوب فيه». وقالت وأعربت عن امتنانها لـ «الناس الشجعان» مثلأليس ووكر،هيننغ مانكل، وغيرهما فهم على استعداد لاتخاذ مخاطر كبيرة لبقية البشر. وخصت بالذكر غونتر غراس الذي تجرأ وذكر أن لإسرائيل برنامجاً نووياً قوياً ولها نية في مواجهه إيران والذي سوف يهدد استقرار العالم. وقد اعترضت على أن ألمانيا أعلنت على مساندة إسرائيل وأنها لن تدفع ثمن خطاياها.
في مقال مايو 2012، أدانت الكنيسة الميثودية المتحدة لعدم تمرير حل لقرار الانتهاكات لحقوق الإنسان وجرائم الاستعمار في عصرنا والذي يستفيد منه ثلاثة رئيسيين وهي شركة كاتربيلر،هيوليت باكارد، وموتورولا. كما دعت الكنيسة انه من الفشل المؤسسى التحدث عن اليهود في اواخر 1930، في حين ان الفلسطينيين يعانون من الجوع والضعف والنزيف. وكتبت: ان إسرائيل ومؤيديها تتعفن في جوهرها لان هذه هي العنصرية وتقديم المصلحة الذاتية على حساب كل شئ والجبن والخوف حتى الصميم.
في مقال يونيو 2013، اعلنت أبو الهوى ان الظلم اساسى في النضال الفلسطينى واننا نحتاج إلى التحالف بين الشعوب المضطهدة. ونقلت عن زميلة ناشطه انه عندما نتحدث عن اشراك العالم فاننا نقصد أوروبا والولايات المتحدة لاننا مقتنعين ان هذه الاماكن هم من يهتمون على الرغم من انها هي نفس الدول إلى سهلت وهللت على تدمير مجتمعنا. والحل قالت أبو الهوى هو إعادة توجيه النضال الفلسطيني ليتماشى مع نضالات السكان الأصليين - نضال المهمشين والذين لا صوت لهم - والذي تعتبره مظلم روحيا وسياسيا لانه لا يوجد ما يعادل الوحشية التي واجهتها الاجسام السوداء من قبل اسيادهم البيض. وانهت قائلة ان «الولايات المتحدة والاتحاد الأوروبي ليسوا أصدقاءنا، أنهم لم يكونو أبدا أصدقائنا».
وقد كتبت على تويتر ان «العنف غير المبرر يجتاح المجتمع الإسرائيلي»، وفي تغريدة واحده سألت قائلة: كم مرة يجب أن يصبحوا لاجئين؟ لماذا؟ لماذا كل يهودي أمريكي أو أوروبي له جنسية مزدوجة؟ . وفي أخرى قدمت هذا الإدعاء: ان القادة الإسرائيليين يقدمون الشمبانيا لهم على القتلى الفلسطينيين والصودا للجرحى منهم. وفي أخرى قالت لمتابعيهم: اخبرو أليشيا كيز بمقاطعة إسرائيل العنصرية. 

## انشطتها المهنية الأخرى
بالإضافة إلى كتاباتها في الخيال والأنشطة، تواصل أبو الهوى القيام بالكتابة الطبية للمجلات وشركات الأدوية.
محاضرات أبو الهوى في كثير من الاحيان تستخدم كلماتها الخاصة وهي ان الفلسطينيين (مسلم، مسيحى، يهودى أو غير ذلك) هم السكان الاصليون الشرعيون للاراضى المقدسة، وان إسرائيل تاسست من قبل الاوروبيين الذين جائوا إلى فلسطين عن طريق تشكيل عصابات ارهابية تقوم بالقضاء على العرق الفلسطينى الاصلى، وان استخدام إسرائيل إلى كل طرق الإخضاع والذل لطرد شعب مدنى كامل أعزل بسبب دينهم ليس من حقهم. ويبقى التحايل على حقوق الإنسان من قبل الفلسطينيين من أجل استيعاب رغبة إسرائيل في أن تكون يهودية" وأن الحل الوحيد العادل هو "دولة ديمقراطية واحدة، مع الحرية والعدالة للجميع، بغض النظر عن الدين ".
فقد قارنت إسرائيل بالعنصرية في جنوب افريقيا، ولكن قطعت إسرائيل حركة الغذاء والدواء والسلع الأساسية الأخرى إلى قطاع غزة، مما تسبب في سوء التغذية واسعة النطاق، والانهيار الاقتصادي والبؤس. إسرائيل تمطر الموت من السماء على غزة التي تتعرض للحرب والقتل لأكثر من 3000 من البشر في شهر واحد. نصف أطفال غزة تحت سن 12 قد فقدوا «الإرادة في الحياة»، كيف يمكن لأي شخص أن تخيل هذا النوع من الاضطهاد الذي يؤدي بالأطفال الصغار بشكل جماعي لفقدان الإرادة في الحياة ؟ .
في عام 2013، رفضت أبو الهوى دعوة من قناة الجزيرة للمشاركة في نقاش حول القضية الإسرائيلية الفلسطينية، وخاصة النكبة، بما في ذلك بعض الذين انتقدوا بشدة السياسة الإسرائيلية. وقال منتج الجزيرة «يؤلمني بصراحة ان تتصور مثل هذا الشكل»، كما ذكر أنها لن تشارك في أي شكل من أشكال المحادثة مع الإسرائيليين حول النكبة، على الرغم من أنها وافقت على ان تظهر على الهواء بعد هذه المحادثة من أجل مناقشة محتوياتها. واضافت ان ألمانيا لا تعترف بالمحرقة اليهوية فنحن عيش في عصر حيث اليهود ما زالوا يقاتلون من أجل الاعتراف بألامهم وفي اليوم الذي كانت تحتفل فيه اليهود بذكرى المذبحة العظيمه كان التليفزيون الألمانى يقوم يمناقشة عن اختلاف وجهات النظر حول كيفية التعامل مع ذكرى الإبادة الجماعية التي ارتكبتها بلادهم.

## اعمالها
- ضد عالم بلا حب 2020
- الأزرق بين السماء والماء، رواية (دار بلومزبري، 2015)
- سعى لي صوت الريح،مجموعة شعرية (نوفمبر 2013)[20]
- البحث عن فلسطين: الكتابة الفلسطينية الجديدة في المنفى والمختارات الرئيسية(2012)[21]
- بينما ينام العالم، رواية (بلومزبري، 2010).
- البحث عن جنين، مقتطفات (كيون برس، 2003).[5]
- الصباح في جنين
- أوهام تحطمت،مقتطفات (أمل برس، 2002)[5]
- لتعليق السياسي في الدوريات الأميركية والدولية الرئيسية، بما في ذلك صحيفة نيويورك دايلي نيوز،كريستيان ساينس مونيتور،شيكاغو تريبيون، وفيلادلفيا انكوايرر.

## الجوائز التي حصلت عليها
- جائزة مؤسسة إدنا اندرادي للخيال والابداع.
- جائزة أفضل كتب للرواية التاريخية.
- جائزة كتاب فلسطين MEMO.
- جائزة الصندوق التذكاري باربرا دا مينغ.